# Димитрий (Рудюк)
Митрополит Димитрий (в миру Вадим Николаевич Рудюк; 13 ноября 1971, село Криворудка, Красиловский район, Хмельницкая область, УССР) — епископ Православной церкви Украины (с 2019), митрополит Львовский и Сокальский. Постоянный член Священного Синода УПЦ КП (21 октября 2009 — 15 декабря 2018).

## Биография
Родился 13 ноября 1971 года в селе Криворудка Красиловского района Хмельницкой области в крестьянской семье. После окончания средней школы в 1989 году поступил на исторический факультет Киевского государственного университета имени Тараса Шевченко, который закончил в 1994 году.
Будучи студентом, стал нести послушание иподиакона митрополита Киевского Филарета (Денисенко) во Владимирском соборе Киева. 19 июня 1994 года митрополитом Киевским Филаретом был рукоположен в сан диакона. 22 января 1995 года рукоположен в сан иерея и был назначен штатным священником Владимирского кафедрального собора. Весной 1995 года награждён правом ношения золотого наперсного креста. 3 октября 1995 года был пострижен в монашество с наречением имени Димитрий и назначен секретарем «патриарха Киевского и всея Руси-Украины». С 1995 года — преподаватель истории Украины и Украинской православной церкви в Киевской духовной академии и семинарии УПЦ КП (ныне Киевская православная богословская академия ПЦУ).
С октября 1995 года был пострижен в монашество в Свято-Михайловском Златоверхом мужском монастыре с именем Димитрий в честь святителя Димитрия (Туптало), митрополита Ростовского, и был назначен секретарём Филарета (Денисенко), возведён в сан игумена. Был назначен главным редактором журнала «Православный вестник». В декабре 1999 года решением Священного Синода УПЦ Киевского Патриархата был назначен председателем Издательского отдела.
31 января 2000 года указом Патриарха Филарета (Денисенко) был назначен наместником Свято-Михайловского Златоверхого мужского монастыря, в том же году был возведён в сан архимандрита. В 1997 году окончил Киевскую духовную семинарию, в 2000 году — Киевскую духовную академию, получил степень кандидата богословских наук.
6 июля 2000 года был назначен ректором Киевской духовной академии и семинарии.
16 июля 2000 года был хиротонисан в сан епископа Переяслав-Хмельницкого, викария Киевской епархии. Хиротонию совершили: патриарх Киевский и всея Руси-Украины Филарет (Денисенко), митрополит Львовский и Сокальский Андрей (Горак), митрополит Луцкий и Волынский Иаков (Панчук), архиепископ Черновицкий и Кицканский Варлаам (Пилипишин), епископ Белоцерковский Александр (Решетняк), епископ Черниговский и Нежинский Никон (Калембер).
22 января 2004 года был возведён в сан архиепископа, 21 января 2009 года — в сан митрополита.
21 октября 2009 года был назначен митрополитом Переяслав-Хмельницким и Бориспольским, управляющим новообразованной Переяслав-Хмельницкой епархии, а также постоянным членом Священного Синода. В связи с этим был освобождён от обязанностей наместника Свято-Михайловского Златоверхого монастыря г. Киева.
В связи со смертью митрополита Львовского и Сокальского Андрея (Горака), решением Священного Синода УПЦ КП от 27 июля 2010 года был назначен управляющим Львовско-Сокальской епархии, освободив его от руководства Переяслав-Хмельницкой и Бориспольской епархией и Киевской православной богословской академией УПЦ КП. Остался председателем Учебного комитета и постоянным членом Священного Синода УПЦ КП.
15 декабря 2018 года вместе со всеми другими архиереями УПЦ КП принял участие в Объединительном соборе. 5 февраля 2019 года митрополит Киевский и всея Украины Епифаний (Думенко) назначил его в состав первого Священного синода Православной церкви Украины.
24 мая 2019 года решением Священного синода ПЦУ переназначен главой Института церковной истории в ПЦУ. 29 октября 2019 года решением Священного синода ПЦУ назначен председателем комиссии по межхристианским отношениям.

## Награды
- Орден «За заслуги» III (2003) и II (2008) степеней,
- отличие Фонда Андрея Первозванного и отличия Украинского народного посольства,
- ордена святого равноапостольного князя Владимира Великого III степени,
- орден Христа Спасителя (2005),
- ордена святого Георгия Победоносца (2006).
- Памятный знак, посвященный визиту в Украину Вселенского патриарха Варфоломея (2021)[6]